# Alliance fleuve Congo
L'Alliance fleuve Congo (AFC) est une coalition politico-militaire de groupes armés et de partis politiques dirigée par l'ancien président de la Commission électorale nationale indépendante, Corneille Nangaa qui cherche à renverser le gouvernement de la République démocratique du Congo (RDC). Le principal membre de l'Alliance fleuve Congo est le Mouvement du 23 mars, un groupe rebelle soutenu par le Rwanda, sanctionné par les États-Unis et l'ONU.

## Contexte
Corneille Nangaa, coordonnateur du groupe, est précédemment directeur de la Commission électorale nationale indépendante de la RDC de 2015 à 2021. À ce titre, il supervise les élections dans le pays et certifie Félix Tshisekedi comme vainqueur de l'élection présidentielle contestée de 2018, malgré de nombreux rapports selon lesquels le principal rival de Tshisekedi, Martin Fayulu, a gagné.
En février 2023, il annonce la création d'un nouveau parti politique, l'Action pour la dignité du Congo et de son peuple (ADCP), dont le programme est axé sur la transformation de la RDC en un « pays d'affaires ». Il prévoit de présenter des candidats à tous les niveaux pour les prochaines élections générales de 2023, y compris de se présenter lui-même à la présidence. Il s'engage ensuite dans une dispute publique avec Tshisekedi au sujet des prétendues ententes en coulisses liées au vote de 2018 et, en août 2023, s'exile du pays, estimant que sa sécurité n'y est plus garantie.

## Histoire

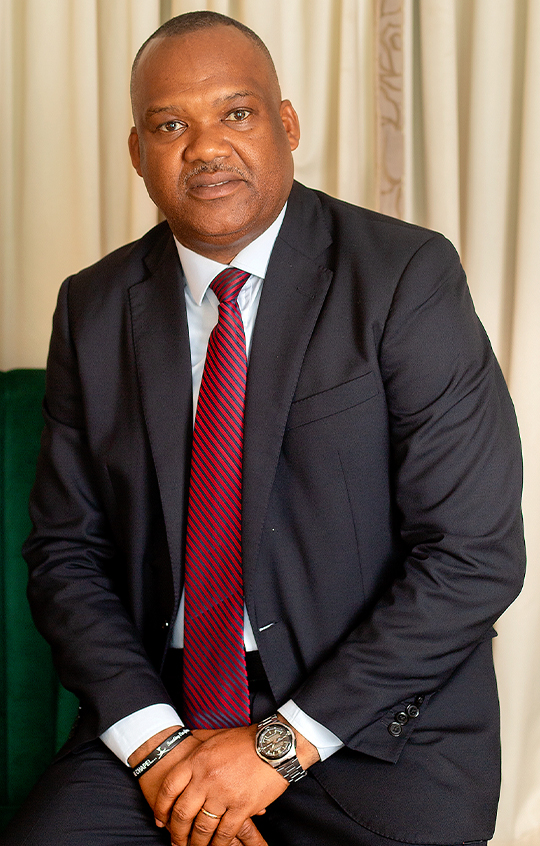
Nangaa en février 2023.

Le 15 décembre 2023, 5 jours avant les élections de 2023, Nangaa signe un accord à Nairobi, au Kenya, avec le M23 et neuf autres groupes armés, formant une nouvelle alliance politico-militaire visant à réaliser « l'unité nationale et la stabilité » en RDC. Nangaa critique l'incapacité du gouvernement à maintenir l'autorité, promettant de rétablir la stabilité et de créer un environnement économique plus adapté. Nangaa dénonce également le « pillage des biens publics » et le « détournement de fonds »,,.
Le M23 qualifie la nouvelle alliance de plate-forme pour la paix, tandis que le parti au pouvoir la qualifie de « sorte de rébellion ». Le gouvernement kenyan se distancie des actions de Nangaa mais rejette la demande de la RDC d'arrêter les figures de l'opposition au nom de la liberté d'expression. Nangaa annonce plus tard que sa plate-forme comprend 17 partis politiques, deux groupements politiques et plusieurs groupes armés.
Le 25 juillet 2024, le Bureau du contrôle des avoirs étrangers (OFAC) du département du Trésor américain impose des sanctions à l'Alliance fleuve Congo.
Le 6 août 2024, le président Félix Tshisekedi accuse l'ancien président Joseph Kabila de soutenir l'Alliance fleuve Congo.
Le 8 août 2024, un tribunal militaire de la RDC juge et condamne Nangaa par contumace à la peine de mort pour crimes de guerre, participation à une insurrection et trahison,.
Le 30 novembre 2024, le groupe rejette un cessez-le-feu négocié par l'Angola sous mandat de l'Union africaine, accusant le gouvernement de Kinshasa d'avoir violé la trêve.
Le 25 janvier 2025, le groupe appelle « tous les membres des Forces armées de la république démocratique du Congo (FARDC) présents à Goma et dans ses environs à déposer les armes dans les 48 heures ». L'un de ses membres, le M23, prend récemment la ville de Sake, une ville stratégique située à 27 kilomètres de Goma, ce qui laisse penser que le groupe pourra se déplacer prochainement pour prendre la ville.
Après deux jours de combats, le 27 janvier 2025, le mouvement capture Goma. Dans une interview avant l'offensive sur la ville, Nangaa déclare : « Notre objectif n'est ni Goma ni Bukavu mais Kinshasa, la source de tous les problèmes.»
En février 2025, Lawrence Kanyuka Kingston, décrit comme le porte-parole de l'AFC et du M23 avec un rôle de conseiller diplomatique, est sanctionné par le département du Trésor des États-Unis pour son activité de destabilisation de la RDC. Deux de ses entreprises sont aussi sujettes à sanctions,.

## Organisation et dirigeants
L'Alliance fleuve Congo (AFC) est dirigée par un duo composé de Corneille Nangaa, en tant que coordonnateur politique, et de Sultani Makenga, qui assume le rôle de coordonnateur militaire en tant que chef militaire du Mouvement du 23 mars (M23).
Depuis février 2024, Bertrand Bisimwa, jusqu'alors président de la branche politique du M23, assume le rôle de coordonnateur adjoint chargé des affaires politiques et diplomatiques au sein de l'Alliance fleuve Congo. Malgré ce changement, il a continué à exercer, en 2024, des fonctions décisionnelles en tant que président du M23, notamment en nommant des représentants du mouvement dans la diaspora.
Le M23 est présenté comme la principale composante de l'AFC par l'alliance.
En juin 2024, un rapport des Nations unies a dévoilé la structure hiérarchique et les relations de commandement au sein de l'AFC, du M23 et des autorités rwandaises. Le général Makenga, à la tête du M23, reçoit des instructions et un soutien logistique des Forces rwandaises de défense (FRD) et des services de renseignement rwandais. Corneille Nangaa, coordonne ses opérations avec le M23, nécessitant l'autorisation de Makenga pour les mener à bien.
Le rapport met également en lumière les activités conjointes de la coalition AFC/M23, notamment des campagnes de recrutement auprès des groupes armés locaux dans les provinces de l'Ituri, du Nord-Kivu et du Sud-Kivu. Ces campagnes visent à promouvoir cette coalition, recruter de nouveaux membres et mettre en place des administrations parallèles dans les territoires nouvellement conquis.